# Scott Wolven
Œuvres principales
- La Vie en flammes

Scott Wolven, né en 1965 à Riley dans le Kentucky, est un écrivain américain.

## Biographie
Né dans une petite localité du Kentucky, dans le Comté de Marion, Scott Wolven a grandi à Saugerties et Catskill dans l'État de New York. Il est diplômé de l'Université Columbia. Son premier livre La Vie en flammes a d'emblée été salué par George Pelecanos et Richard Ford.

## Œuvres

### Romans
- (en) False Hopes, 2009
- (en) King Zero, 2011

### Recueils de nouvelles
- La Vie en flammes, Albin Michel, 2007 ((en) Controlled Burn, 2005)